# Bandera de Rusia
La bandera de Rusia (en ruso: Флаг России) es una bandera tricolor compuesta por tres franjas horizontales de igual anchura, siendo blanca la superior, azul la central y roja la inferior. La bandera se usa desde 1696, salvo por el período soviético entre 1922 y 1991, y fue restablecida en su forma actual el 11 de diciembre de 1993, tras el colapso de la Unión Soviética. Los colores de esta bandera son el origen de los colores paneslavos.

## Origen
Una leyenda popular sitúa el origen de la bandera de Rusia en una visita que realizó el emperador Pedro el Grande a los Países Bajos (en ese entonces Provincias Unidas) en 1699. El Zar, que estaba allí para aprender la construcción de barcos, se dio cuenta de la necesidad de dotar a su futura Marina de una bandera. Basó la bandera de Rusia en la de los Países Bajos, pero eligiendo los colores rusos (la bandera de los Países Bajos de aquella época era de color naranja, blanco, azul y no tenía rojo).
Esta historia, aunque ampliamente extendida, es una leyenda, ya que un libro alemán de banderas de 1695 ya describía una bandera similar perteneciente al zar Alejo I de Rusia. Fue izada por la fragata Oriol, el primer barco ruso construido por un armador neerlandés y capitaneado por el neerlandés Dawid Butler, que fue botada por la Marina rusa en 1668 en el río Oká en las inmediaciones de Lujovitsy. Estaba destinada a la navegación por el mar Caspio.
De acuerdo con otra hipótesis, los tres colores provendrían del escudo del Principado de Moscú, en el cual aparece San Jorge con una armadura blanca, montando un caballo blanco, llevando una capa y un escudo azules sobre un fondo rojo. Aunque de acuerdo a otra versión, estos colores serían el de los ropajes de la Virgen María, protectora de Rusia.
Esta bandera, que se usó como enseña naval desde el siglo XVII, fue adoptada para la marina mercante en 1705. Y el 7 de mayo de 1883 se autorizó su uso en tierra firme, convirtiéndose oficialmente en la bandera nacional de Rusia.

## Historia

### 1552-1918

Estandarte del Santísimo Salvador bajo Iván el Terrible

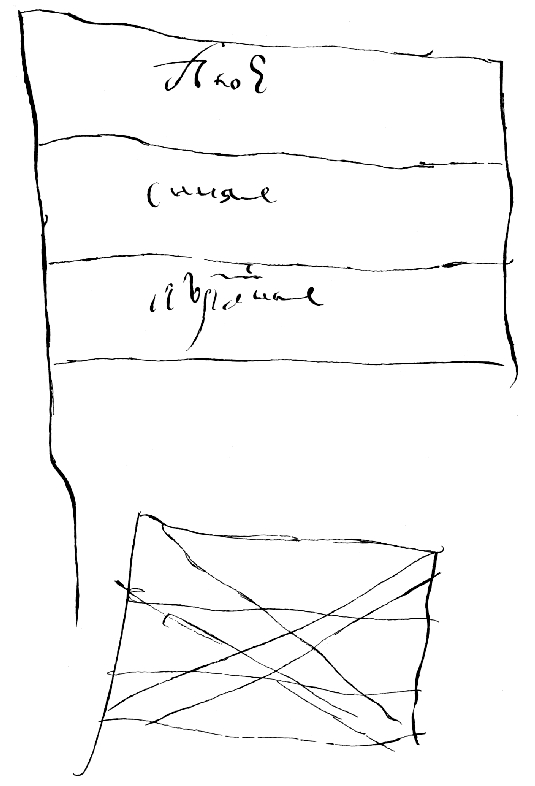
Diseños de banderas hechos personalmente por el zar Pedro I de Rusia.

En 1552, los regimientos rusos marcharon hacia el asalto victorioso de Kazán bajo el mando de Iván el Terrible con el estandarte del Santísimo Salvador. Durante el siguiente siglo y medio, el estandarte de Iván el Terrible acompañó al ejército ruso. Bajo la zarina Sofía Alekséyevna Románova, visitó las campañas de Crimea, y bajo Pedro el Grande, las campañas de Azov y la guerra ruso-sueca. 
En la Crónica ilustrada de Iván el Terrible hay una imagen del estandarte de Iván el Terrible en la campaña de Kazán: uno blanco bifurcado con la imagen del Salvador y una cruz de ocho puntas encima. Según otras fuentes, la pancarta era roja en lugar de blanca. En la Armería del Kremlin todavía se conserva una copia de este estandarte, que ha sido restaurado muchas veces.
En 1612, la milicia de Nizhni Nóvgorod hizo el estandarte de Dmitry Pozharsky, era de color carmesí con la imagen del Señor Todopoderoso en un lado y el arcángel Miguel en el otro.

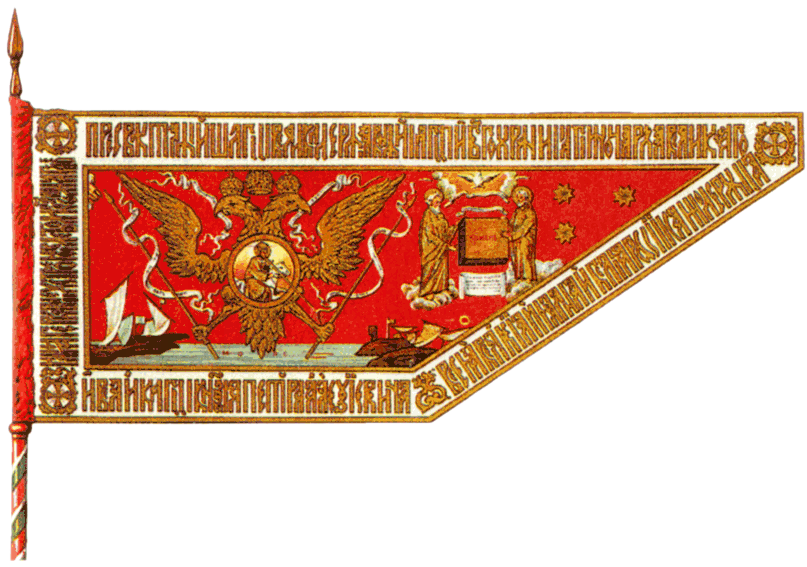
El estandarte de armas de Pedro el Grande, 1696

En 1669, los pintores polacos Stanislav Loputsky e Ivan Mirovsky, invitados por el zar Alejo I de Rusia, pintaron para el palacio del zar en Kolómenskoye "los sellos (es decir, los emblemas) de los soberanos y de todos los estados universales de este mundo". Luego Loputsky dibujó "en el lienzo, el escudo de armas del Estado de Moscú y el de otros países vecinos, bajo cada emblema del planeta bajo el cual se encuentran". El escudo de armas era un estandarte rectangular blanco con una "pendiente" y un amplio borde rojo, en el centro del cual estaba representada un águila bicéfala dorada y emblemas que simbolizaban los reinos, principados y tierras sometidos. En el inventario de la Armería del Kremlin, el escudo de armas se describe de la siguiente manera: "En el círculo hay un águila bicéfala que lleva dos coronas, y en su pecho, el rey a caballo pincha una serpiente con su lanza".
El 6 de agosto de 1693, durante la navegación de Pedro el Grande por el Mar Blanco con un destacamento de buques de guerra construidos en Arcángel, se levantó la llamada "Bandera del Zar de Moscovia". Se levantó por primera vez en el yate de 12 cañones "San Pedro". La bandera era un punto de cruz de 4,6x4,9 metros cosido en tela, compuesto por tres franjas horizontales de igual tamaño de color blanco, azul y rojo, con un águila bicéfala dorada en el medio. El original de esta bandera rusa más antigua que se conserva se encuentra en el Museo Naval Central de San Petersburgo.

Una de las banderas utilizadas durante el Zarato Ruso

Un libro de banderas de 1695 de Carel Allard describe tres banderas utilizadas por el zar de Moscovia: la tricolor con el águila bicéfala portando un escudo en el pecho y luciendo una corona de oro sobre ambas cabezas, la misma tricolor con un cruz de San Andrés azul encima y una bandera cruzada que muestra acuartelamientos rojos y blancos con una cruz azul sobre todo.La bandera con cruz está representada en la medalla de construcción de Kronschloss,que conmemora la construcción del Fuerte Kronschlot (Kronschloss) en Kronstadt por Pedro el Grande en 1704, cuyos colores de la bandera se determinan según los sombreados grabados.
El estandarte de armas de Pedro el Grande fue creado en 1696. Hecho de tafetán rojo con un borde blanco, la bandera representaba un águila real flotando sobre el mar. En el pecho del águila en el círculo está el Salvador, junto al Espíritu Santo y los santos apóstoles Pedro y Pablo. La pancarta probablemente se hizo para la segunda campaña de Azov.
En 1693, Franz Timmerman recibió el encargo de construir barcos mercantes en Arcángel y comerciar con Europa. Le dijeron que mostrara el águila de dos cabezas con alas y tres coronas sobre ella. En el pecho del águila se representaba a un guerrero a caballo con una lanza y un arnés militar. La misma águila también debía sostener un cetro con la pierna derecha y una manzana con cresta con la izquierda. Se dieron las mismas instrucciones a otros comerciantes.

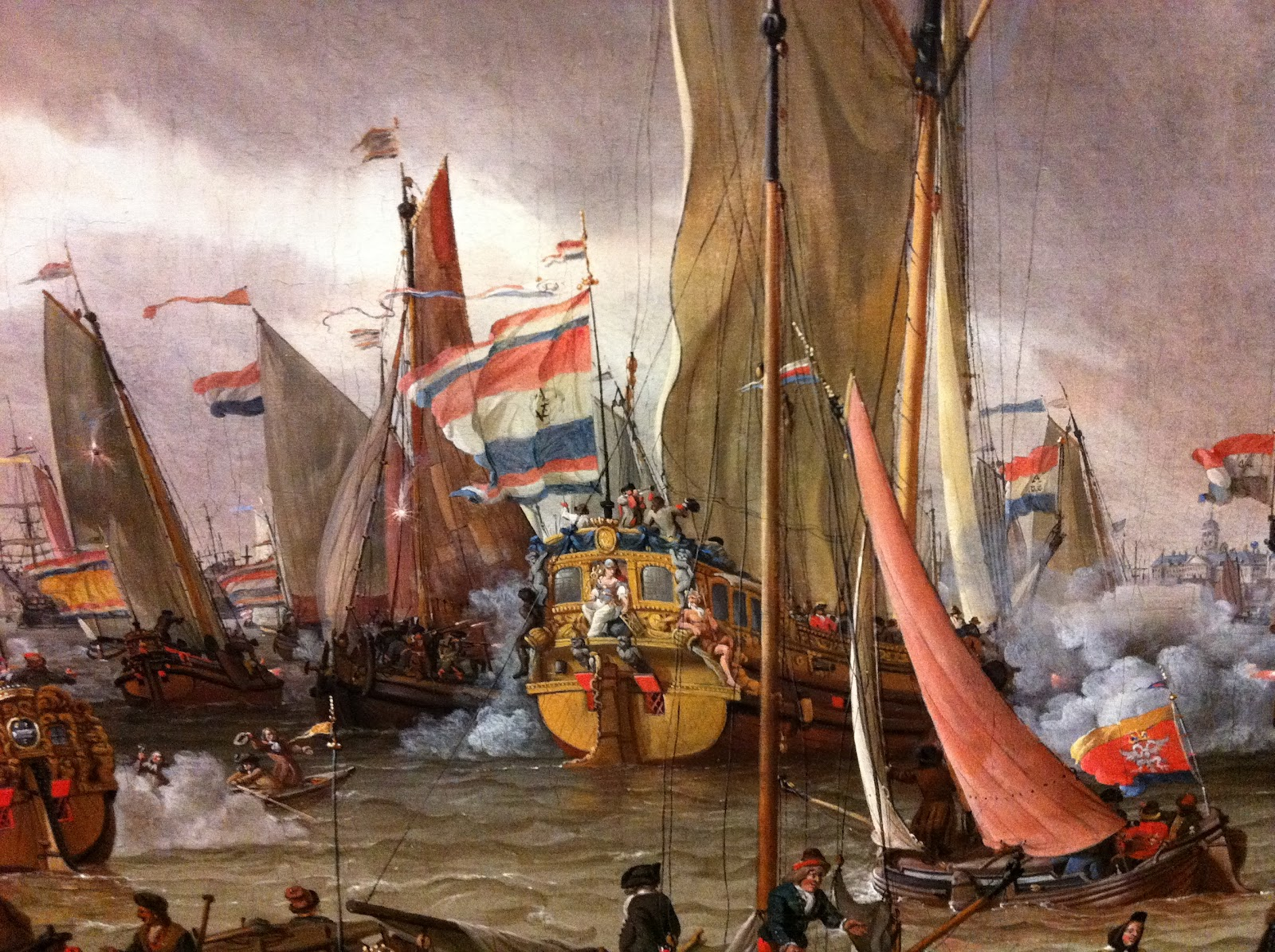
Bandera rusa (abajo a la derecha) en la Batalla de práctica en el río IJ en honor a Pedro I, septiembre de 1697. Pintura de Abraham Storck, 1700

Según los periódicos holandeses, en junio de 1694, una fragata de 44 cañones comprada por Rusia y construida en Róterdam se encontraba en la rada de Ámsterdam bajo la bandera blanca, azul y roja.
En 1696, en la desembocadura del río Don, una flotilla rusa de botes de remos armados bloqueó el suministro de la fortaleza otomana de Azov. En el grabado de 1700 de Adrian Shkhonebek, Tomando la fortaleza de Azov. 1696, muestra los barcos que llevan paneles rectangulares en los mástiles de las banderas, cuyo sombreado heráldico muestra que algunas de las banderas son azules con una cruz roja recta y el resto son blancas con una cruz roja recta. Varios investigadores dudan de la exactitud del grabado de Shkonebek porque él no fue testigo de los hechos.
Imágenes de varias banderas rusas blancas, azules y rojas están presentes en las tres pinturas posteriores del taller de Abraham Storck dedicadas a la llegada a Ámsterdam de Pedro I. Pedro I participó en una batalla de práctica en el río IJ mientras estaba a bordo del yate del Compañía Neerlandesa de las Indias Orientales.
En las pinturas de Abraham Stork que representan la pelea de espectáculo, este yate navega bajo la bandera blanca, azul y roja con un águila bicéfala, o bajo un banderín blanco, rojo y azul y una bandera de popa blanca, roja y azul con una doble. Águila con cabeza.
En octubre de 1699, Pedro I, en el reverso de una hoja con instrucciones enviadas al enviado ruso Yemelyan Ukraintsev en Estambul, dibujó un boceto de una bandera de tres bandas blanca, azul y roja.
En diciembre de 1699, el embajador de Austria, Anton Paleyer, dio en una carta una lista de armas y banderas vistas en los barcos de la Flotilla de Azov. Describió haber visto tres pequeñas banderas de colores blanco, rojo y azul y dos colores de regimiento, rojo y blanco, mezclados con otros colores.
En abril de 1700, Pedro I ordenó a la Armería del Kremlin que construyera estandartes marinos de color blanco, rojo y violeta. El diseño y las dimensiones de estos estandartes corresponden a la figura y el tamaño del estandarte del regimiento que se conserva entre los otros 352 estandartes rusos trofeo en la tumba de los reyes suecos: la iglesia de Riddarholmen en Estocolmo.
La bandera de tres bandas blanca, azul y roja, así como la bandera con la cruz roja de Jerusalén, también se utilizaron como señales en los buques de guerra hasta 1720.
La bandera tricolor rusa fue adoptada como bandera mercantil en los ríos en 1705. Estos colores de la bandera de Rusia inspirarían más tarde la elección de los "colores paneslavos" por el Congreso Eslavo de Praga de 1848. El 7 de mayo de 1883, se autorizó el uso de la bandera rusa en tierra y se convirtió en bandera nacional oficial antes de la coronación del zar Nicolás II en 1896.
La bandera continuó siendo utilizada por el Gobierno Provisional Ruso después de que el zar Nicolás II abdicó durante la Revolución de Febrero y no fue reemplazada hasta la Revolución de Octubre que estableció la República socialista federativa soviética de Rusia.

### 1918-1991

Bandera de la RSFS de Rusia (1918-1937)

Bandera de la RSFS de Rusia (1937-1954)

Bandera de la RSFS de Rusia (1954-1991)

El 8 de abril de 1918, la bandera de la República socialista federativa soviética de Rusia fue discutida en una reunión del Consejo de Comisarios del Pueblo de la RSFSR. El consejo propuso que el Comité Ejecutivo Central Panruso creara una bandera roja con la abreviatura de la frase ¡Proletarios del mundo, uníos! Sin embargo, la propuesta no fue adoptada. El 13 de abril de 1918, el Comité Ejecutivo Central Panruso estableció que la bandera de la RSFSR fuera una pancarta roja con la inscripción República socialista federativa soviética de Rusia. El texto del decreto no contenía ninguna aclaración sobre el color, el tamaño y la ubicación de la inscripción, ni sobre la relación entre el ancho y el largo de la tela.
El 17 de junio de 1918, el Comité Ejecutivo Central Panruso aprobó una imagen de muestra de la bandera de la RSFSR, desarrollada en nombre del Comisariado del Pueblo para Asuntos Exteriores de la RSFS de Rusia por el artista gráfico Sergey Chekhonin. La bandera era un panel rectangular rojo, en cuya esquina superior estaba escrita la inscripción RSFSR en letras doradas estilizadas como eslavas. Esta inscripción estaba separada del resto del lienzo en ambos lados por franjas doradas formando un rectángulo.
El 30 de diciembre de 1922, la RSFSR se combinó con la RSS de Ucrania, la RSS de Bielorrusia y la RSFS de Transcaucasia para formar la Unión Soviética. La bandera nacional de la URSS se estableció el 18 de abril de 1924 y se describe en la Constitución de la URSS como una tela rectangular roja o escarlata con una proporción de ancho a largo de 1:2, con una hoz y un martillo de oro en la esquina superior junto a la asta de bandera y una estrella roja de cinco puntas enmarcada con un borde dorado. Esta bandera la llevaban todos los barcos de la URSS y las representaciones diplomáticas de la URSS. Se utilizó la bandera roja 1:2, hasta que en 1954 fue reemplazada por el diseño universal de la bandera soviética con una franja azul a lo largo del mástil.
Contrariamente a la creencia de que la bandera estatal de la URSS superaba en rango a la bandera de la RSFSR, el uso real de la bandera de la URSS fue limitado. La bandera de la URSS en Rusia ondeaba sólo sobre dos edificios, el del Comité Ejecutivo Central de la Unión Soviética y el del Consejo de Comisarios del Pueblo. Esa decisión fue adoptada el 23 de marzo de 1925, estableciendo también que la bandera de la RSFSR debía izarse constantemente no sólo en los edificios del Comité Ejecutivo Central y del Consejo de Comisarios del Pueblo sino también en los edificios de todos los soviets locales, incluidos los de aldea. soviets y soviets de distrito en las ciudades. Los días festivos, era necesario izar la bandera de la RSFSR en muchos edificios públicos (como escuelas, hospitales y oficinas gubernamentales).

Parche del Primer Ejército Nacional Ruso, una de las milicias colaboracionistas alemanas que luchó contra el Ejército Rojo durante la Segunda Guerra Mundial.

Durante la Segunda Guerra Mundial, el tricolor blanco, azul y rojo fue utilizado por los colaboradores alemanes, la mayoría de los cuales pertenecían a grupos blanco de las represiones de la era de Stalin, incluidos los cristianos anticomunistas y los restos de los kulaks, que generalmente consideraban el La invasión alemana como liberación de Rusia del comunismo. El Ejército Ruso de Liberación, bajo el liderazgo de Andréi Vlasov, utilizó el tricolor durante una bandera militar.
El 20 de enero de 1947, el Presídium del Sóviet Supremo de la URSS consideró necesario modificar las banderas nacionales de las repúblicas aliadas para que reflejaran la idea de un estado de la Unión Soviética, así como las identidades nacionales únicas de las repúblicas. En cada una de las banderas se colocó el emblema de la URSS, una hoz y un martillo con una estrella roja de cinco puntas, con la inclusión de adornos nacionales y nuevos colores. La nueva bandera de la RSFSR se estableció en enero de 1954: un panel rectangular rojo con una franja azul claro cerca del asta que recorre todo el ancho de la bandera. En la esquina superior izquierda del lienzo rojo estaban representados una hoz y un martillo dorados y encima una estrella roja de cinco puntas enmarcada con un borde dorado. Por Ley de la RSFSR del 2 de junio de 1954, se aprobó esta bandera y la descripción de la bandera se incluyó en el artículo 149 de la Constitución de la RSFSR.

### 1991-actualidad
Durante la disolución de la Unión Soviética, después del golpe de agosto de 1991, la RSFS de Rusia adoptó un nuevo diseño de bandera similar al tricolor prerrevolucionario que había sido abolido en 1917. La proporción de la nueva bandera era 1:2, y la bandera Los colores consistían en blanco en la parte superior, azul en el medio y rojo en la parte inferior. El diseño de la bandera permaneció igual hasta 1993, cuando el tricolor ruso original fue completamente restaurado como bandera actual después de la crisis constitucional rusa de 1993.[cita requerida] Tras los acontecimientos del intento de golpe de Estado en Moscú, el Sóviet Supremo de la RSFS de Rusia declaró, mediante resolución de 22 de agosto de 1991, que la antigua bandera tricolor imperial sirviera como bandera nacional del estado. La constitución fue posteriormente enmendada por la Ley n.º 1827-1 del 1 de noviembre de 1991. Cuando se desintegró la URSS el 25 de diciembre de 1991, la bandera soviética fue arriada del Kremlin y luego reemplazada por la bandera tricolor.

## Banderas históricas en orden cronológico

Posible bandera del Zarato ruso entre 1668-1693
Posible bandera del Zarato ruso entre 1693-1721
Bandera de facto del Imperio ruso entre 1705-1858
Bandera oficial entre 1858-1896, no llegó a imponerse
Bandera del Imperio ruso entre 1896-1917
Bandera no oficial del Imperio ruso "para uso particular" (1914-1917)
Bandera de la RSFS de Rusia (del 14 de abril al 17 de junio de 1918)
Bandera de la RSFS de Rusia (1918-1925, de facto hasta 1937)
Bandera de la RSFS de Rusia (1925-1937)
Bandera de la RSFS de Rusia (1937-1954)
Bandera de la RSFS de Rusia (1954-1991). Proporción: 1:2
Bandera de Rusia (1991-1993). Proporción: 1:2
Bandera de la Federación Rusa. Proporción 2:3

## Construcción de la bandera
La ley federal sobre la bandera estatal de la Federación de Rusia no especifica los matices.
Según el estándar GOST Р 51130-98 sobre la fabricación de las banderas, el color de cada franja tiene que corresponder con el número del color del altas (catálogo) de los colores del Centro de toda la unión del desarrollo de la gama de productos de la industria ligera, moda y cultura de la vestimenta, o del atlas (catálogo) de los colores de Pantone. Una serie de entidades estatales rusas al encargar una bandera de Rusia indican los siguientes colores: blanco, azul (pantone 286C - solid coated), rojo (pantone 485С - solid coated).
| Sistema de color | Blanco      | Azul     | Rojo      |
| ---------------- | ----------- | -------- | --------- |
| Pantone          | White       | 286C     | 485C      |
| RGB              | 255-255-255 | 0-57-166 | 213-43-30 |
| HTML             | #FFFFFF     | #0039A6  | #D52B1E   |

## Otras banderas

Estandarte Presidencial
Bandera de proa y de las fortalezas marítimas de Rusia
Bandera de la guardia costera de Rusia
Pabellón naval de Rusia

## Banderas similares
Ha habido varias banderas similares a la rusa a lo largo de la historia, como la bandera de Chile entre 1817 y 1818 era similar a la de Rusia, así como también la bandera de las actuales Eslovaquia y Eslovenia.
|                              |
| Bandera de Chile (1817-1818) |

|                   |
| Bandera de Azania |

|                            |
| Bandera de Melle, Alemania |

|                                |
| Bandera del Ducado de Carniola |

|                       |
| Bandera de Eslovaquia |

|                      |
| Bandera de Eslovenia |

|                   |
| Bandera de Serbia |

|                                                 |
| Bandera de la Provincia de Misiones (Argentina) |